# Crotalaria bupleurifolia
Crotalaria bupleurifolia är en ärtväxtart som beskrevs av Adelbert von Chamisso och Diederich Franz Leonhard von Schlechtendal. Crotalaria bupleurifolia ingår i släktet sunnhampor, och familjen ärtväxter. Inga underarter finns listade i Catalogue of Life.